# 3802 Dornburg
A 3802 Dornburg (ideiglenes jelöléssel 1986 PJ4) a Naprendszer kisbolygóövében található aszteroida. Freimut Börngen fedezte fel 1986. augusztus 7-én.